# Општина Појени-Солка (Сучава)
Појени-Солка (рум. Poieni-Solca) општина је у Румунији у округу Сучава.
Oпштина се налази на надморској висини од 435 m.